# オオイワシャコ
オオイワシャコ（大岩鷓鴣、学名：Alectoris magna）は、キジ目キジ科に分類される鳥類の一種である。

## 分布
チベット東部から中国の青海省にかけて分布する。

## 形態
体長約38cm。イワシャコと似ているがやや大型である。体の上面は灰褐色で、脇は白く黒い三日月斑が並ぶ。眼先からの通眼帯は黒色で、喉は白い。頸に輪が二重にあり、外側が赤褐色、内側が黒色である。

## 生態
亜高山帯から高山帯の灌木の生えた岩地に生息する。